# 宇和島市立住吉小学校
宇和島市立住吉小学校（うわじましりつすみよししょうがっこう）は愛媛県宇和島市にある公立小学校。

## 概要
創立から100年以上の歴史があり、韓国の浦項製鐵東初等学校と姉妹校の締結をしている。
校訓「大きな石は俺にもてころ」は、森岡天涯の言葉である。

## 沿革

### 経緯
宇和島市立住吉小学校の前身は明治10年に創立された大浦合浦小学校、幾度も名称を変えることになったが現在に至っている。

### 年表
- 1877年（明治10年）4月 - 大浦合浦小学校を創立。
- 1887年（明治20年）7月 - 大浦簡易小学校に改称。
- 1891年（明治24年）4月 - 八幡尋常小学校大浦分教場に改称。
- 1892年（明治25年）10月 - 大浦尋常小学校に改称。10月1日を開校記念日に定める。
- 1920年（大正9年） - 大浦尋常高等小学校に改称。
- 1922年（大正11年）5月 - 宇和島市立第5尋常高等小学校に改称。（前年、合併により宇和島市になる）
- 1928年（昭和3年） - 宇和島市立第5尋常小学校に改称。（1,2,4,5高等小学校を第3尋常高等小学校に統合）
- 1937年（昭和12年）4月 - 宇和島市立住吉尋常小学校に改称。現在の位置に校舎が移転。
- 1941年（昭和16年）4月 - 宇和島市立住吉国民学校に改称。
- 1947年（昭和22年）4月 - 宇和島市立住吉小学校に改称。
- 1961年（昭和36年）3月14日 - 校歌を制定。
- 1968年（昭和43年）10月14日 - 火災により全焼（本館,第2,第3校舎）。
- 1969年（昭和44年）10月31日 - 新校舎の落成式を挙行。
- 1978年（昭和53年）5月22日 - 「もてころ」の碑除幕式を挙行。
- 1991年（平成3年）9月8日 - 創立100周年記念式典、記念事業を挙行。
- 1997年（平成9年）11月18日 - 韓国の浦項製鐵東初等学校と姉妹校の締結。

## 教育方針

### 教育目標
- 心身ともに健康で、「生きる力」を身につけた児童を育成する

### 校訓
- 「大きな石は俺にもてころ」～奉仕の心と実践行動の育成～

## 校歌
宇和島市立住吉小学校校歌
作曲　清家嘉寿恵
作詞　国村三郎

## 行事
- 造形大会
- 校内マラソン大会
- もてころ活動
- 日韓姉妹校交流会

## 主な進学先
- 宇和島市立城北中学校